# George Eldredge
George Eldredge (San Francisco, 10 settembre 1898 – Los Angeles, 12 marzo 1977) è stato un attore statunitense.
Ha recitato in oltre 180 film dal 1936 al 1963 ed è apparso in oltre 70 produzioni televisive dal 1951 al 1961.

## Biografia
George Eldredge nacque a San Francisco il 10 settembre 1898.
Per la televisione, interpretò, tra gli altri, il ruolo di  Doc Huber in due episodi della serie televisiva Laramie nel 1960  (più un altro episodio con un altro ruolo).
La sua ultima apparizione sul piccolo schermo avvenne nell'episodio Uncle Paul's Insurance della serie televisiva Pete and Gladys, andato in onda il 30 ottobre 1961, che lo vede nel ruolo del dottor Norton, mentre per il grande schermo l'ultima interpretazione risale al film Johnny Cool, messaggero di morte del 1963.
Morì a Los Angeles, in California, il 12 marzo 1977 e fu seppellito al Los Angeles National Cemetery.

## Filmografia

### Cinema
- Till We Meet Again, regia di Robert Florey (1936)
- Special Agent K-7 (1936)
- Paroled from the Big House (1938)
- Hawk of the Wilderness (1938)
- Exile Express (1939)
- The Star Maker, regia di Roy Del Ruth (1939)
- Buzzy Rides the Range (1940)
- Passaggio a Nord-Ovest (Northwest Passage) (1940)
- Junior G-Men (1940)
- Take Me Back to Oklahoma (1940)
- Flying Wild (1941)
- Roaring Frontiers (1941)
- Spooks Run Wild (1941)
- La storia del generale Custer (They Died with Their Boots On) (1941)
- Pacific Blackout (1941)
- Il terrore di Frankenstein (The Ghost of Frankenstein) (1942)
- Gang Busters (1942)
- So's Your Aunt Emma! (1942)
- Il corpo scomparso (The Corpse Vanishes) (1942)
- Let's Get Tough! (1942)
- Top Sergeant (1942)
- Joan of Ozark (1942)
- Isle of Missing Men (1942)
- A mezzanotte corre il terrore (Bowery at Midnight) (1942)
- Rivalità (Silver Queen) (1942)
- The Living Ghost (1942)
- Sherlock Holmes e l'arma segreta (Sherlock Holmes and the Secret Weapon) (1942)
- The Adventures of Smilin' Jack (1943)
- Raiders of San Joaquin (1943)
- Incontro all'alba (Two Tickets to London) (1943)
- Frontier Law (1943)
- I rinnegati della frontiera (Frontier Badmen) (1943)
- The Lone Star Trail (1943)
- The Strange Death of Adolf Hitler (1943)
- Il capo famiglia (Top Man) (1943)
- There's Something About a Soldier (1943)
- Calling Dr. Death (1943)
- The Racket Man (1944)
- L'impostore (The Impostor) (1944)
- Arizona Whirlwind (1944)
- Oklahoma Raiders (1944)
- Hey, Rookie (1944)
- Jam Session (1944)
- Outlaw Trail (1944)
- Girl in the Case (1944)
- La nave della morte (Follow the Boys) (1944)
- La storia del dottor Wassell (The Story of Dr. Wassell) (1944)
- L'ottava meraviglia (Once Upon a Time) (1944)
- Stars on Parade (1944)
- Sonora Stagecoach (1944)
- Trigger Trail (1944)
- Return of the Ape Man (1944)
- Raiders of Ghost City (1944)
- U-Boat Prisoner (1944)
- Cry of the Werewolf (1944)
- Trigger Law (1944)
- The Old Texas Trail (1944)
- Song of the Range (1944)
- California (Can't Help Singing), regia di Frank Ryan (1944)
- Il capitano di Koepenick (I Was a Criminal), regia di Richard Oswald (1945)
- Mom and Dad (1945)
- Jungle Queen, regia di Lewis D. Collins, Ray Taylor (1945)
- There Goes Kelly (1945)
- Contrattacco (Counter-Attack) (1945)
- Honeymoon Ahead (1945)
- Il gigante di Boston (The Great John L.) (1945)
- The Chicago Kid (1945)
- Secret Agent X-9 (1945)
- Rustlers of the Badlands (1945)
- River Gang (1945)
- The Royal Mounted Rides Again (1945)
- The Crimson Canary (1945)
- Fiamma dell'ovest (Frontier Gal) (1945)
- Live Wires, regia di Phil Karlson (1946)
- La commedia è finita (Because of Him) (1946)
- Il figlio di Robin Hood (The Bandit of Sherwood Forest) (1946)
- The Gentleman Misbehaves (1946)
- Lost City of the Jungle (1946)
- The Phantom Thief (1946)
- Passkey to Danger (1946)
- Dark Alibi (1946)
- Her Adventurous Night (1946)
- In Fast Company (1946)
- Shadows Over Chinatown (1946)
- The Mysterious Mr. M (1946)
- Below the Deadline, regia di William Beaudine  (1946)
- The Devil's Playground (1946)
- Ginger (1946)
- Solo chi cade può risorgere (Dead Reckoning) (1947)
- L'alibi di Satana (The Unsuspected) (1947)
- Texas selvaggio (The Fabulous Texan) (1947)
- Reaching from Heaven (1948)
- Angels' Alley (1948)
- Campus Sleuth (1948)
- King of the Gamblers (1948)
- Speed to Spare (1948)
- Jinx Money (1948)
- Shanghai Chest (1948)
- L'ultima sfida (The Babe Ruth Story) (1948)
- La telefonista della Casa Bianca (For the Love of Mary) (1948)
- False Paradise (1948)
- Quick on the Trigger (1948)
- Gioventù spavalda (Bad Boy) (1949)
- The Last Bandit (1949)
- The Sky Dragon (1949)
- Coyote Canyon (1949)
- Tu partirai con me (Holiday Affair) (1949)
- Chicago, bolgia infernale (Undertow) (1949)
- Bodyhold (1949)
- Sansone e Dalila (Samson and Delilah) (1949)
- Shadow on the Wall (1950)
- Amo Luisa disperatamente (Louisa) (1950)
- Federal Man (1950)
- Hi-Jacked (1950)
- Rookie Fireman (1950)
- Chain Gang (1950)
- Hot Rod (1950)
- Counterspy Meets Scotland Yard (1950)
- Yvonne la francesina (Frenchie) (1950)
- One Too Many (1950)
- Mani insanguinate (Sierra Passage) (1950)
- Bowery Battalion (1951)
- Fingerprints Don't Lie (1951)
- Furia del congo (Fury of the Congo) (1951)
- Mi svegliai signora (Half Angel) (1951)
- Roar of the Iron Horse - Rail-Blazer of the Apache Trail (1951)
- Il sergente Carver (The Texas Rangers) (1951)
- Let's Go Navy! (1951)
- La città che scotta (FBI Girl) (1951)
- Captain Video, Master of the Stratosphere (1951)
- Lasciami sognare (Meet Danny Wilson) (1951)
- Telefonata a tre mogli (Phone Call from a Stranger) (1952)
- I miei sei forzati (My Six Convicts) (1952)
- Jim della giungla e gli uomini scimmia (Jungle Jim in the Forbidden Land) (1952)
- Furia e passione (Flesh and Fury) (1952)
- Banditi senza mitra (Loan Shark) (1952)
- I fuorilegge del Kansas (Kansas Territory) (1952)
- Sangue sotto la luna (Without Warning!) (1952)
- Nessuno mi salverà (The Sniper) (1952)
- Sul sentiero di guerra (Brave Warrior) (1952)
- La conquista della California (California Conquest) (1952)
- Just Across the Street (1952)
- Ma and Pa Kettle at the Fair (1952)
- Duello al Rio d'argento (The Duel at Silver Creek) (1952)
- L'ultimo treno da Bombay (Last Train from Bombay) (1952)
- Il magnifico scherzo (Monkey Business) (1952)
- Bonzo Goes to College (1952)
- La maschera di fango (Springfield Rifle) (1952)
- Il diario di un condannato (The Lawless Breed) (1953)
- Il dominatore del Texas (Gunsmoke) (1953)
- Destinazione Terra (It Came from Outer Space) (1953)
- Mano pericolosa (Pickup on South Street) (1953)
- Squadra omicidi (Vice Squad) (1953)
- La valle dei tagliatori di teste (Valley of Head Hunters) (1953)
- Il traditore di Forte Alamo (The Man from the Alamo) (1953)
- Esploratori dell'infinito (Riders to the Stars) (1954)
- Verso il Far West (Overland Pacific) (1954)
- Il mostro delle nebbie (The Mad Magician) (1954)
- Demetrio e i gladiatori (Demetrius and the Gladiators) (1954)
- Desperado (The Desperado) (1954)
- Man with the Steel Whip (1954)
- Il mondo è delle donne (Woman's World) (1954)
- Spin and Marty: The Movie (1955)
- Dial Red O (1955)
- I cadetti della 3ª brigata (An Annapolis Story) (1955)
- Brooklyn chiama polizia (The Naked Street) (1955)
- Nessuno mi fermerà (Top Gun) (1955)
- La città corrotta (Inside Detroit) (1956)
- L'assassino è perduto (The Killer Is Loose) (1956)
- Ricatto a tre giurati (Three for Jamie Dawn) (1956)
- Le avventure di mister Cory (Mister Cory) (1957)
- Quando la bestia urla (Monkey on My Back) (1957)
- Crimine silenzioso (The Lineup) (1958)
- Solo contro i gangsters (Gang War) (1958)
- Life Begins at 17 (1958)
- Come svaligiare una banca (A Nice Little Bank That Should Be Robbed) (1958)
- Lo stallone selvaggio (King of the Wild Stallions) (1959)
- A Dog's Best Friend (1959)
- The Rookie (1959)
- Il sindacato del vizio (Vice Raid) (1960)
- La terza voce (The 3rd Voice) (1960)
- Psyco (Psycho) (1960)
- Air Patrol (1962)
- Johnny Cool, messaggero di morte (Johnny Cool) (1963)

### Televisione
- Dick Tracy – serie TV, un episodio (1951)
- Cisco Kid (The Cisco Kid) – serie TV, 4 episodi (1951-1952)
- Hopalong Cassidy – serie TV, un episodio (1952)
- Sky King – serie TV, un episodio (1952)
- Cowboy G-Men – serie TV, un episodio (1953)
- Le inchieste di Boston Blackie (Boston Blackie) – serie TV, episodio 2x27 (1953)
- The Adventures of Kit Carson – serie TV, un episodio (1953)
- The Revlon Mirror Theater – serie TV, un episodio (1953)
- The Pepsi-Cola Playhouse – serie TV, un episodio (1954)
- The George Burns and Gracie Allen Show – serie TV, 2 episodi (1953-1954)
- Waterfront – serie TV, 2 episodi (1954)
- The Ford Television Theatre – serie TV, 2 episodi (1953-1954)
- The Whistler – serie TV, 2 episodi (1954)
- Treasury Men in Action – serie TV, un episodio (1954)
- Dr. Harvey W. Wiley – film TV (1955)
- Le avventure di Jet Jackson (Captain Midnight) – serie TV, episodi 1x13-1x24 (1954-1955)
- Stories of the Century – serie TV, 2 episodi (1954-1955)
- The Man Behind the Badge – serie TV, 2 episodi (1955)
- The Star and the Story – serie TV, episodio 1x12 (1955)
- Fireside Theatre – serie TV, 4 episodi (1951-1955)
- Schlitz Playhouse of Stars – serie TV, 2 episodi (1954-1955)
- Le avventure di Campione (The Adventures of Champion) – serie TV, episodio 1x02 (1955)
- The Lineup – serie TV, un episodio (1955)
- The Adventures of Spin and Marty – serie TV (1955)
- Frida (My Friend Flicka) – serie TV, episodio 1x13 (1955)
- Further Adventures of Spin and Marty – serie TV (1956)
- Scienza e fantasia (Science Fiction Theatre) – serie TV, episodi 1x18-1x28-1x38 (1955-1956)
- Penna di Falco, capo cheyenne (Brave Eagle) – serie TV, episodi 1x19-1x20 (1956)
- The 20th Century-Fox Hour – serie TV, episodio 1x11 (1956)
- Roy Rogers (The Roy Rogers Show) – serie TV, 2 episodi (1955-1956)
- Crossroads – serie TV, episodi 1x20-1x33 (1956)
- Four Star Playhouse – serie TV, 2 episodi (1954-1956)
- The Adventures of Jim Bowie – serie TV, un episodio (1956)
- Jane Wyman Presents The Fireside Theatre – serie TV, un episodio (1956)
- Wild Bill Hickok (Adventures of Wild Bill Hickok) – serie TV, 5 episodi (1951-1956)
- The New Adventures of Spin and Marty – serie TV (1957)
- The Millionaire – serie TV, un episodio (1957)
- The Life of Riley – serie TV, un episodio (1957)
- Lux Video Theatre – serie TV, 5 episodi (1954-1957)
- The George Sanders Mystery Theater – serie TV, un episodio (1957)
- Perry Mason – serie TV, un episodio (1957)
- Corky, il ragazzo del circo (Circus Boy) – serie TV, episodio 2x09 (1957)
- Harbor Command – serie TV, episodio 1x09 (1957)
- Alfred Hitchcock presenta (Alfred Hitchcock Presents) – serie TV, un episodio (1958)
- Navy Log – serie TV, episodi 1x19-3x18 (1956-1958)
- Il sergente Preston (Sergeant Preston of the Yukon) – serie TV, 2 episodi (1956-1958)
- Le leggendarie imprese di Wyatt Earp (The Life and Legend of Wyatt Earp) – serie TV, 3 episodi (1955-1958)
- Adventures of Superman – serie TV, 2 episodi (1955-1958)
- Mike Hammer – serie TV, un episodio (1958)
- Carovane verso il west (Wagon Train) – serie TV, un episodio (1958)
- La pattuglia della strada (Highway Patrol) – serie TV, 3 episodi (1957-1958)
- The Rough Riders – serie TV, un episodio (1958)
- Le avventure di Rin Tin Tin (The Adventures of Rin Tin Tin) – serie TV, 2 episodi (1957-1959)
- The Restless Gun – serie TV, episodio 2x20 (1959)
- Tombstone Territory – serie TV, 2 episodi (1958-1959)
- Rescue 8 – serie TV, episodio 1x38 (1959)
- Avventure in elicottero (Whirlybirds) – serie TV, un episodio (1959)
- Adventure Showcase – serie TV, un episodio (1959)
- Cheyenne – serie TV, un episodio (1959)
- Shotgun Slade – serie TV, un episodio (1959)
- Disneyland – serie TV, un episodio (1959)
- The Rebel – serie TV, 2 episodi (1959-1960)
- Letter to Loretta – serie TV, 3 episodi (1954-1960)
- Alcoa Theatre – serie TV, 2 episodi (1958-1960)
- Avventure in fondo al mare (Sea Hunt) – serie TV, 2 episodi (1959-1960)
- Pony Express – serie TV, episodio 1x02 (1960)
- Ricercato vivo o morto (Wanted: Dead or Alive) – serie TV, episodio 2x30 (1960)
- Overland Trail – serie TV, un episodio (1960)
- Il tenente Ballinger (M Squad) – serie TV, 3 episodi (1958-1960)
- Lock-Up – serie TV, episodi 1x13-2x05 (1959-1960)
- Peter Gunn – serie TV, episodi 2x20-3x05 (1960)
- Gunsmoke – serie TV, un episodio (1961)
- My Sister Eileen – serie TV, un episodio (1961)
- Bat Masterson – serie TV, 5 episodi (1959-1961)
- Pete and Gladys – serie TV, episodio 2x07 (1961)
- Laramie – serie TV, 3 episodi (1960-1962)